# Dendrophyllia fistula
Espèce
Dendrophyllia fistula est une espèce de coraux appartenant à la famille des Dendrophylliidae. Selon la base de données WoRMS, Dendrophyllia fistula n'est pas accepté et correspond à Eguchipsammia fistula Alcock, 1902.